# 음성 사서함

음성 사서함의 일반적인 아이콘

음성 사서함 또는 보이스메일(voicemail), 보이스 메시지(voice message)는 사용자와 가입자가 개인 음성 메시지를 교환할 수 있는 컴퓨터 기반 시스템이다. 음성정보를 선택하고 전달하기 위해 일반 전화를 사용하여 개인, 조직, 제품 및 서비스와 관련된 거래를 처리한다. 이 용어는 자동 응답기를 사용하는 것을 포함하여 저장된 통신 음성 메시지를 전달하는 시스템을 나타내기 위해 더 광범위하게 사용된다. 대부분의 휴대 전화 서비스는 음성 사서함을 기본 기능으로 제공한다. 많은 기업 사설 교환기에는 다목적 내부 음성 메시징 서비스가 포함되어 있으며 *98 수직 서비스 코드 구독은 대부분의 개인 및 소규모 기업 유선전화 가입자(미국의 경우)에게 제공된다.
한국어로는 음성메일, 음성우편으로도 번역되며 기계로 해석할 때에는 음성 메시지 녹음 장치라고도 한다.

## 같이 보기
- 음성 인터넷 프로토콜